# Đồng bằng Nullarbor

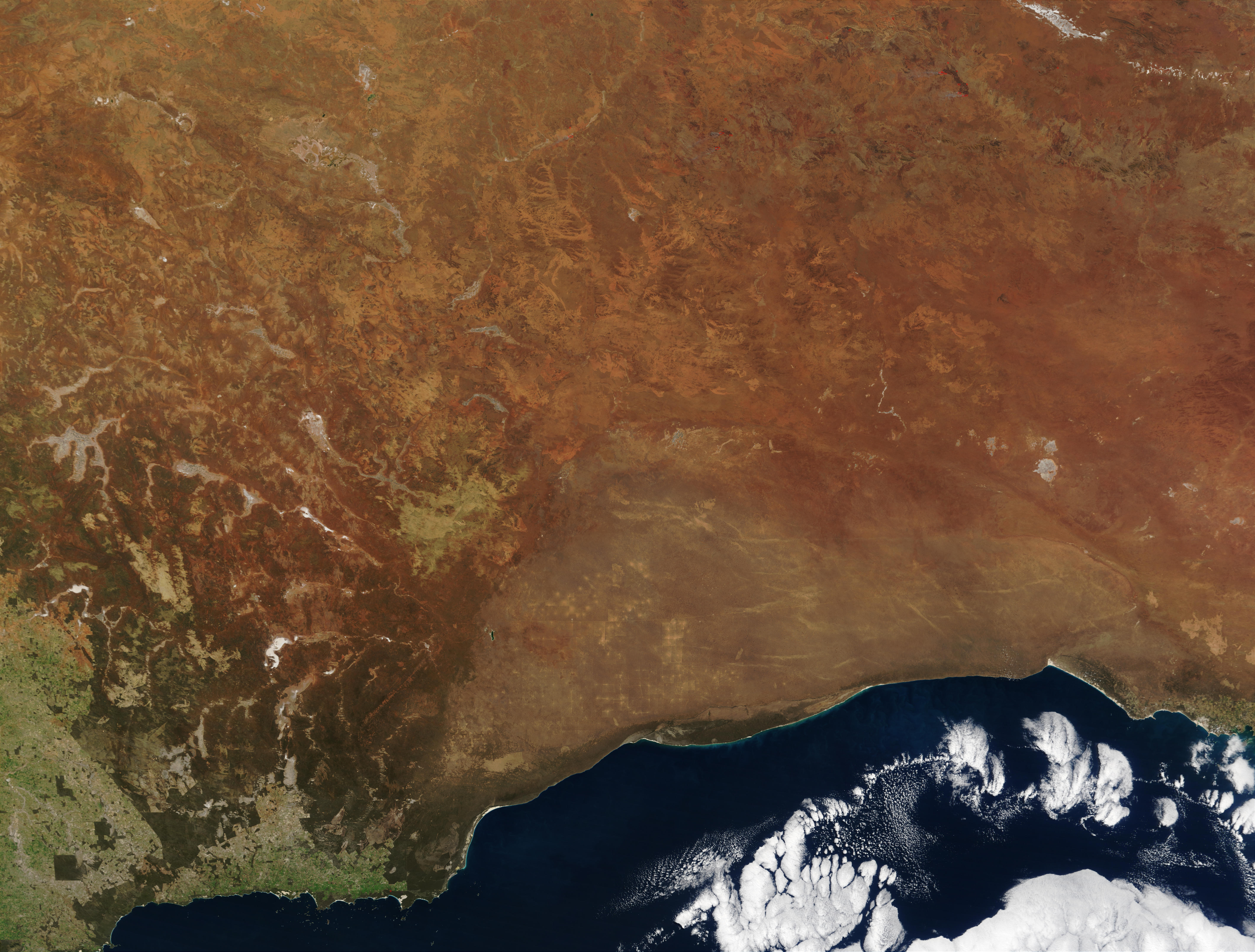
NASA - có thể nhìn thấy Nullarbor là khu vực bán nguyệt sáng tiếp giáp với bờ biển. Hình ảnh được chụp lại bởi vệ tinh Terra vào 19 tháng 8 năm 2002.

Đồng bằng Nullarbor (/ˈnʌləbɔːr/ NUL-ə-bor; Latinh: nullus là "không", và arbor có nghĩa là "cây") là một phần của khu vực đất đai bằng phẳng, gần như trơ trọi, khô cằn hoặc bán khô hạn nằm ở miền nam nước Úc, bên bờ biển tiếp giáp phía Bắc của Vịnh Đại Úc và nằm ở phía Nam của Hoang mạc Victoria lớn. Đây được coi là mảnh đá vôi nguyên khối lớn nhất thế giới, có diện tích khoảng 200.000 km vuông (77.000 dặm vuông). Tại điểm rộng nhất của đồng bằng, nó trải dài khoảng 1.100 km (684 dặm) từ đông sang tây qua biên giới giữa hai bang Nam Úc và Tây Úc.

## Lịch sử
Trong lịch sử, Nullarbor gần như không có người châu Âu nào sinh sống tại đây, nó chỉ có sự hiện diện của những người bản địa châu Úc bán du mục, họ là những tộc người Spinifex và Wangai. Vùng đồng bằng này trước đó cũng đã được sử dụng từ hàng ngàn năm trước bởi những người bản địa thời tiền sử.
Mặc dù có những khó khăn của Nullarbor, nhưng những người định cư châu Âu đã quyết tâm vượt qua vùng đồng bằng. Mặc dù Edward John Eyre đã mô tả đồng bằng như là "một sự bất thường ghê tởm, một vết nhơ bề mặt của thiên nhiên", nhưng ông chính là người châu Âu đầu tiên thực hiện chuyến đi thành công qua vùng đồng bằng khắc nghiệt này vào năm 1841. Eyre bắt đầu đi từ Fowlers Bay, một thị trấn nhỏ của bang Nam Úc vào ngày 17 Tháng 11 năm 1840 cùng với John Baxter và một nhóm ba người đàn ông bản địa khác. Khi ba con ngựa của ông đã chết trên đường đi vì mất nước, ông trở lại Fowlers Bay. Sau chuyến đi đầu tiên thất bại, ông tiếp tục đi với một đoàn thám hiểm thứ hai vào ngày 25 tháng 2 năm 1841. Khoảng ngày 29 tháng 4, họ đã đến được Caiguna. Thiếu nguồn cung cấp nước và lương thực dẫn đến một cuộc nổi loạn. Hai trong số các thổ dân giết Baxter và lấy hết số thực phẩm của đoàn thám hiểm. Eyre và người thổ dân thứ ba là Wylie tiếp tục cuộc hành trình, sống sót nhờ những kỹ năng sinh tồn trong tự nhiên của họ cùng với một sự may mắn, chẳng hạn như nhận được một số nguồn cung cấp thực phẩm từ một tàu đánh bắt cá voi của người Pháp neo đậu tại Vịnh Rossiter. Cuối cùng họ cũng hoàn thành hành trình của mình trong tháng 6 năm 1841.
Tháng 8 năm 1865, khi đi ngang qua Nullarbor, E.A. Delisser trong nhật ký của mình đã lần đầu tiên đặt tên cho cả Nullarbor lẫn Eucla
Ngày 25 tháng 12 năm 1896, sau một cuộc hành trình gian khổ kéo dài 31 ngày, Arthur Charles Jeston Richardson đã trở thành tay đua xe đạp đầu tiên vượt qua vùng đồng bằng Nullarbor, khi anh đã đạp xe từ Coolgardie đến Adelaide. Anh thực hiện chuyến đi với chỉ một bộ đồ vật tư công cụ nhỏ và một túi nước, anh đã đi theo con đường điện báo qua Nullarbor. Sau đó, anh đã mô tả cái nóng ở đây như "1000 độ trong bóng râm". Trong chuyến đi xe đạp kéo dài ba năm trên khắp nước Úc từ năm 1946 đến năm 1949, Wendy Law Suart và Shirley Duncan trở thành những người phụ nữ đầu tiên đi vòng quanh được nước Úc.
Henri Gilbert cũng đã vượt qua đồng bằng Nullarbor nhưng là bằng đi bộ vào giữa mùa hè và không có đội ngũ hỗ trợ nào. Từ tháng 8 năm 1897 đến tháng 12 năm 1898 anh đã đi bộ từ thành phố cảng Fremantle của bang Tây Úc đến Brisbane và trở thành người đầu tiên đi bộ trên khắp nước Úc.
Một nhà nước mới được đề xuất với tên gọi Auralia (có nghĩa là "đất vàng") bao gồm các phần của Goldfields-Esperance phía tây của đồng bằng Nullarbor và thành phố cảng Esperance. Thủ phủ có thể được đặt tại thành phố Kalgoorlie.
Trong quá trình thử nghiệm hạt nhân của Anh tại Maralinga vào những năm 1950, chính phủ buộc những người Wangai phải rời bỏ quê hương của họ. Kể từ đó, họ đã được bồi thường, và nhiều người đã quay trở lại khu vực sinh sống cũ. Những người khác không bao giờ chịu rời bỏ quê hương. Do bị cô lập nên chính phủ đã không thể cảnh báo được tất cả mọi người sơ tán trước khi thử nghiệm diễn ra.
Ở rìa của vùng đồng bằng trong đó có 2,5 triệu mẫu Anh diện tích của trang trại Rawlinna, trang trại nuôi cừu lớn nhất trên thế giới, nằm ở bang Tây Úc. Trang trại được thành lập vào năm 1962 bởi Hugh G. MacLachlan, một gia đình mục vụ Nam Úc, trang trại này có một lịch sử tương đối ngắn so với các tài sản khác thuộc loại này trên toàn nước Úc. Một trang trại khác là Madura cũng là một trang trại nuôi cừu có diện tích 1,7 triệu mẫu Anh nằm ở ven biển, rìa đồng bằng. Madura được thành lập trước năm 1927, trong phạm vi của tài sản tại thời điểm đó đã được báo cáo là 2 triệu mẫu Anh.
Năm 2011, thống đốc bang Nam Úc là Mike Rann đưa ra tuyên bố rằng một khu vực rộng lớn của đồng bằng Nullarbor, kéo dài gần 200 km từ biên giới Tây Úc tới Vịnh Đại Úc sẽ được chính thức là một khu vực bảo vệ hoang dã. Ông Rann cho biết động thái này sẽ tăng gấp đôi diện tích đất ở Nam Úc dưới sự bảo vệ môi trường, lên thành 1,8 triệu ha. Khu vực bảo vệ này bao gồm 390 loài thực vật và một số lượng lớn các môi trường sống tự nhiên cho các loài động vật quý hiếm cùng nhiều loài chim.

## Địa lý và khí hậu

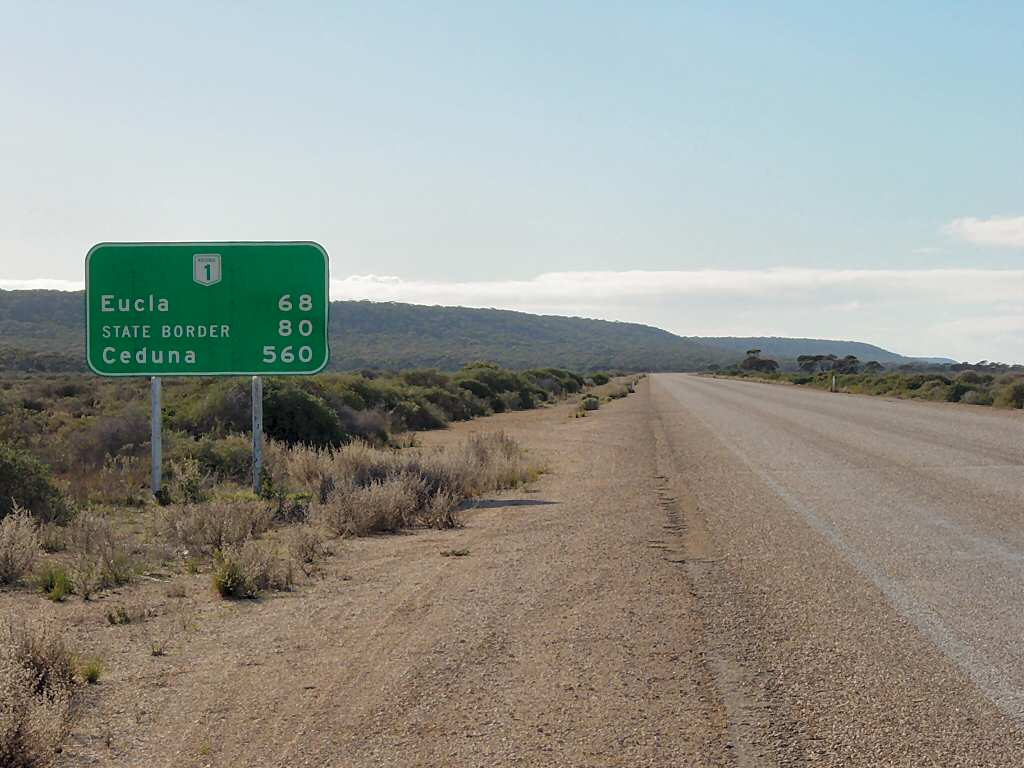
Biển chỉ dẫn đường bộ.

Đồng bằng Nullarbor trước đây nằm sâu dưới đáy biển nhưng do thời gian khu vực đã được nâng dần lên, thông qua sự hiện diện của Động vật hình rêu, trùng lỗ, Cầu gai và tảo đỏ có chứa calci xương tạo nên đá vôi.  Khu vực này cũng là vị trí của "đá vôi Nullarbor" và nó có một danh tiếng cũng như một ý nghĩa đối với việc hình thành các Karst và hang động trong khu vực trong thời kỳ địa chất Oligocen và Miocen.
Có một giả thuyết cho rằng toàn bộ khu vực này được nâng lên bởi từ lớp vỏ trong kỳ Miocen, và kể từ đó, sự xói mòn bởi gió và mưa đã làm bào mòn, làm giảm độ dày khiến khu vực trở lên bằng phẳng như ngày nay.
Trong khu vực, gió biển từ phía nam thổi qua nhiều hang động dưới lòng đất, tạo thành nhiều lỗ phun cách bờ biển chỉ vài trăm mét. Các hang động Murrawijinie ở tiểu bang Nam Úc mở cho công chúng tham quan, nhưng hầu hết các hang động Nullarbor ở phía Tây Úc chỉ có thể truy cập được khi có giấy phép của Sở Công viên và Động vật Hoang dã (DPaW) trực thuộc Bộ Môi trường và Bảo tồn Tây Úc.
Đồng bằng Nullarbor được biết đến với rất nhiều các hóa thạch thiên thạch, được bảo quản rất tốt trong khí hậu khô cằn. Đặc biệt, nhiều thiên thạch đã được phát hiện xung quanh Mundrabilla, một số có trọng lượng lên đến vài tấn.
Theo Bộ Nông nghiệp Hoa Kỳ, đất của Nullarbor chủ yếu được coi là đất sa mạc.

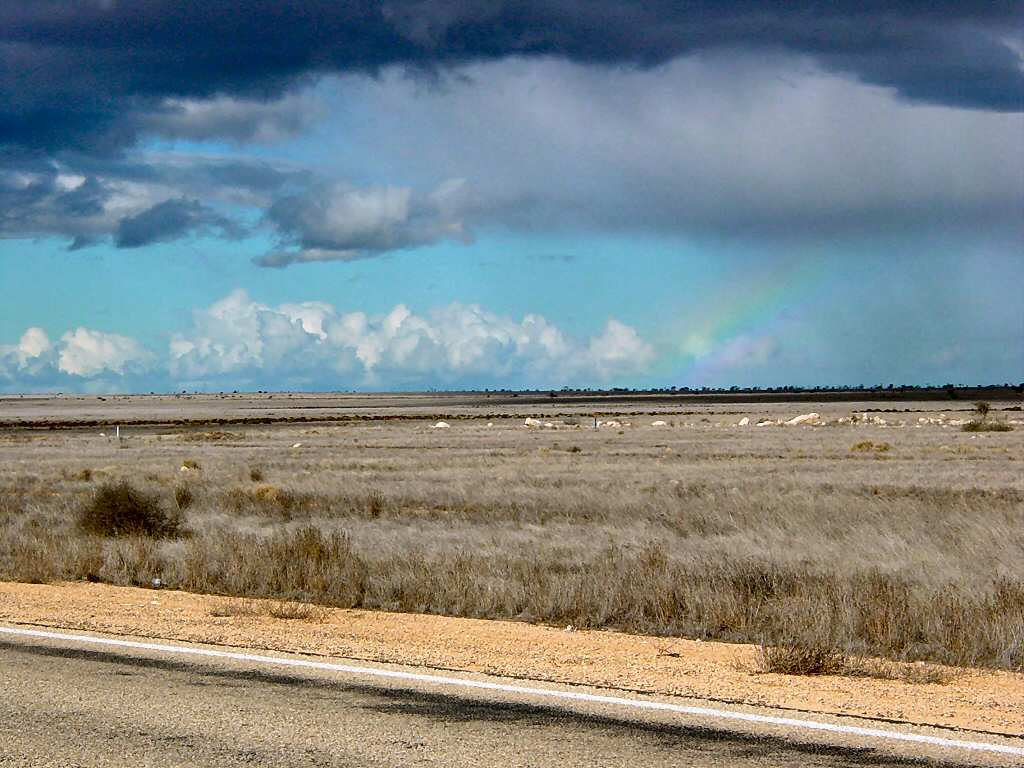
Cầu vồng tại Đồng bằng Nullarbor.

Nullarbor có khí hậu sa mạc khô cằn. Nội địa, mùa hè cực kỳ nóng, với nhiệt độ ban ngày lên tới gần 50 °C (122 °F), trong khi vào mùa đông, ban đêm nhiệt độ có thể xuống dưới 0 °C. Gần về phía bờ biển, nhiệt độ dịu hơn với lượng mưa nhiều trong những tháng mùa đông. Lượng mưa trung bình hàng năm là 184,1 mm (7.25 in), tập trung hầu hết vào các tháng giữa tháng 5 và tháng 8. Mùa hè rất khô, chỉ có những trận bão đem lượng mưa tới, tuy nhiên những cơn bão nhiệt đới có thể gây ra lượng mưa lớn trong những tháng mùa hè. Nhiệt độ ở vùng đồng bằng dao động từ 49,8 °C (121,6 °F) tại Mundrabilla là nhiệt độ nóng thứ 4 được ghi lại ở Úc, và hạ đến -7,2 °C (19,0 °F) ở Eyre, là nhiệt độ lạnh nhất được ghi nhận ở Tây Úc.

## Giao thông vận tải
Sự cần thiết cho một liên kết truyền thông trên khắp lục địa để thúc đẩy sự phát triển từ đông sang tây. Khi Eyre đã chứng minh rằng mối liên hệ giữa Nam Úc và Tây Úc là có thể, thì những nỗ lực để kết nối hai tiểu bang này thông qua điện báo bắt đầu. Năm 1877, sau hai năm lao động, những tin nhắn đầu tiên đã được gửi đi trên đường dây điện báo mới, bao gồm tám trạm bộ lặp trên đường đi. Đường dây này đã được thay thế khoảng 50 năm trước, và tàn tích của nó vẫn còn nhìn thấy được.
Các tuyến đường sắt xuyên Úc đi qua vùng đồng bằng Nullarbor từ Kalgoorlie đến Port Augusta. Tuyến đường được xây dựng vào năm 1917, khi hai đội xây dựng từ Kalgoorlie ở Tây Úc và Port Augusta ở Nam Úc, gặp nhau tại Ooldea, một khu vực không có người ở mà chỉ là một điểm dừng chân cung cấp nước. Tại đây, vấn đề nghiêm trọng với khúc uốn nối hai đoạn đường sắt từ hai phía với nhau ở trong khu vực sa mạc đầy cát. Sau đó tuyến đường sắt quyết định được xây dựng lại theo khổ tiêu chuẩn và hoàn thành vào năm 1969, như một phần của một dự án kết nối các thành phố của các bang với nhau, và hành trình đầu tiên trên tuyến đường sắt qua Nullarbor là trên đoàn tàu Indian Pacific từ Perth vào ngày 27 tháng 2 năm 1970 qua Nullarbor, Adelaide trước khi đến Sydney. Đây cũng chính là tuyến đường sắt có đoạn đường ray thẳng dài nhất thế giới (478 km)  trong khi tuyến đường bộ rải nhựa thẳng tắp dài nhất ở Úc cũng chỉ đạt 146,6 km.
Tuyến đường cao tốc Eyre, nối Norseman ở Tây Úc đến Port Augusta. Đây là một phần của Quốc lộ 1 thuộc đoạn mạng lưới đường liên kết Perth với Adelaide qua hai tiểu bang Tây và Nam Úc. Nó được đặt tên theo nhà thám hiểm Edward John Eyre, người đầu tiên vượt qua Nullarbor bằng đường bộ. Không giống như đường sắt, tuyến đường này đi qua rìa phía nam chứ không phải thông qua trung tâm của vùng đồng bằng Nullarbor.
Hầu hết các khu vực dân cư sinh sống tại đồng bằng Nullarbor đều nằm dọc theo đường sắt và đường cao tốc Eyre với hoạt động cung cấp dịch vụ cho khách du lịch. Thị trấn Cook ở Nam Úc trước đây là một khu định cư vừa phải phát triển mạnh với khoảng 40 người, cùng với một trường học và một sân golf. Việc cắt giảm hoạt động của tuyến đường sắt tại thị trấn đã dẫn đến số lượng dân cư rời bỏ nơi đây, hiện nay nó chỉ là nơi thường trú của khoảng 4 người. Tuyến đường sắt vận chuyển trà và đường hoạt động cho đến năm 1996 là tuyến đường cung cấp thực phẩm quan trọng nhất cho các thị trấn dọc theo tuyến đường.

## Địa lý học sinh vật

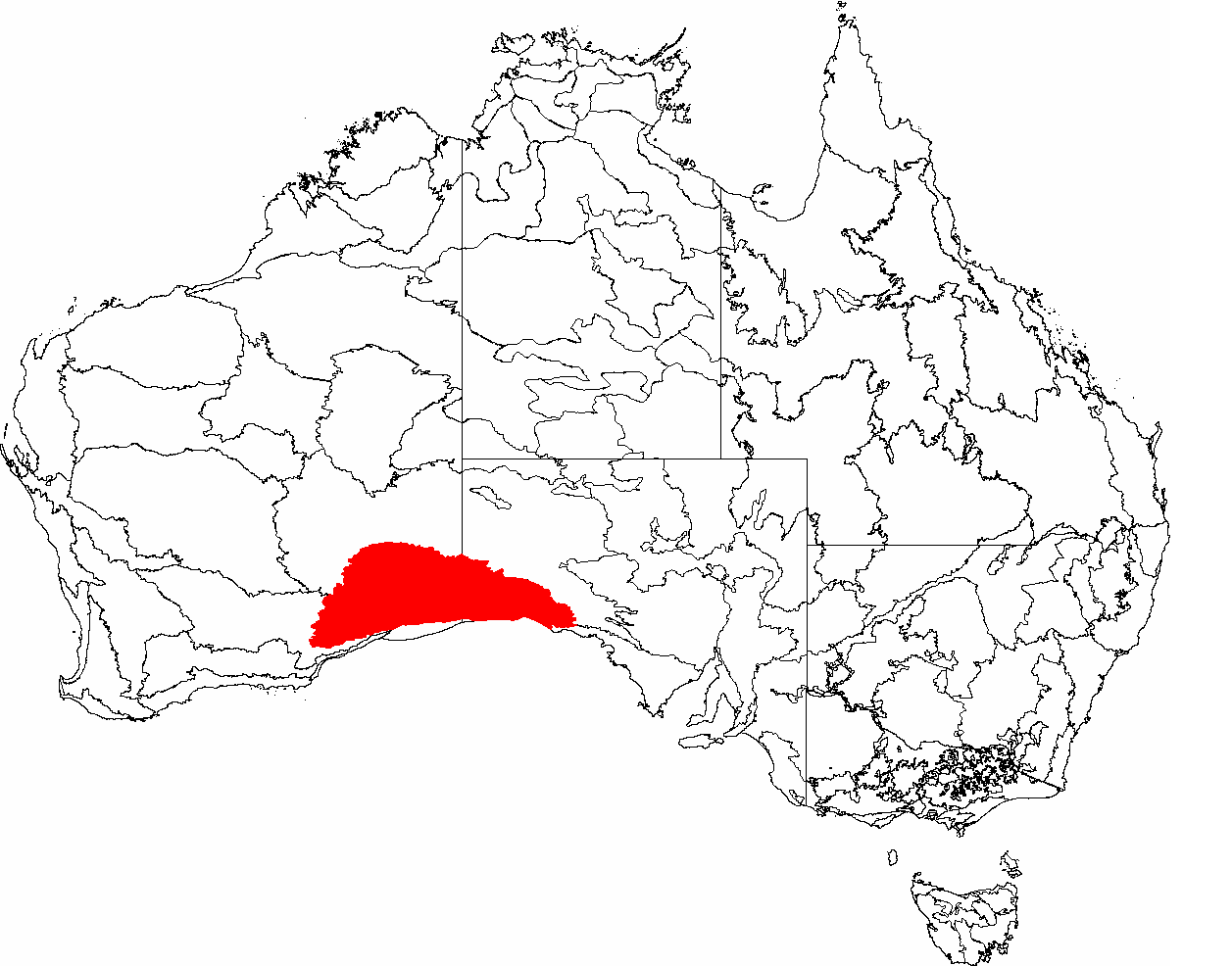
Vùng IBRA, màu đỏ là của vùng đồng bằng Nullarbor.

Đồng bằng Nullarbor là một khu vực địa lý học sinh vật thuộc Khu vực địa lý học sinh vật thay thế của Úc (IBRA)   và Vùng sinh thái cây bụi khô đồng bằng Nullarbor của Quỹ Quốc tế Bảo vệ Thiên nhiên.
Thảm thực vật ở khu vực này chủ yếu là các loài thực vật thích ứng với khí hậu khô như là các loài của chi Atriplex và Maireana. Còn về động vật thì khu vực đồng bằng Nullarbor bao gồm các cộng đồng động vật giáp xác, nhện và bọ cánh cứng thích nghi với bóng tối trong các hang động và các con sông ngầm, hồ nước chảy qua các hang động. Động vật có vú của sa mạc bao gồm Gấu túi lông mũi phương nam với việc chúng trú ẩn tránh nóng bằng cách đào hang vào sâu trong đất, cũng như các loài động vật điển hình của sa mạc như con chuột túi lông đỏ và chó hoang dingo. Một phân loài duy nhất chưa xác định được của Cú lợn mặt nạ châu Úc cũng được tìm thấy trong các hang động vùng đồng bằng Nullarbor. Các đồng cỏ của Nullarbor  rất tốt cho hoạt động chăn thả cừu và các loài gia súc cũng như là môi trường sống của loài thỏ xâm lấn. Phần lớn diện tích của đồng bằng Nullarbor bây giờ là một vườn quốc gia được bảo vệ.